# Nan Green
Nan Green (19 de novembre de 1904 - 6 d'abril de 1984), va ser una comunista britànica que a l'octubre de 1936 es va oferir voluntari per unir-se al seu marit George al bàndol republicà en la Guerra Civil espanyola. Va treballar en diversos hospitals com a administradora mèdica i col·leccionista d'estadístiques durant la guerra i després va continuar donant suport als veterans de les Brigades Internacionals.

## Guerra Civil espanyola
Nascuna Nancy Farrow a Beeston (Nottingham), Nan es va casar amb el músic George Green el 9 de novembre de 1929. Es va unir al Partit Laborista Independent (ILP) en 1929 però després va ingressar al Partit Comunista de la Gran Bretanya (CPGB) abans del començament de la Guerra Civil espanyola. Se li va demanar que anés a Espanya, on el seu marit George ja era voluntari, a l'octubre de 1936. Els seus dos fills van ser deixats a Gran Bretanya, on les seves places a Summerhill van ser pagades per un company voluntari. A anar a l' 'Hospital Anglès' a Huete i després va ser enviada a altres hospitals de Valdeganga, Uclés, i l' 'hospital cova' a l'Ebre. Com a administradora i secretària del doctor Len Crome, va fer una important tasca organitzativa, sobretot en estadístiques mèdiques. Les seves experiències, incloses les crítiques clares a les condicions i els aliments, i ser donant de sang en els primers dies de la transfusió, es descriuen en una memòria publicada el 2004. El seu compromís va continuar després de la mort de George, el setembre de 1938. Després del final de la guerra, va acompanyar els republicans espanyols que fugien de vaixells des de França cap a Mèxic, i es va convertir en una de les figures més destacades del Comitè Britànic d'ajut a Espanya i la International Brigade Association. Durant i després de la Segona Guerra Mundial va ser activa en causes humanitàries i d'esquerres, entre elles el Moviment Mundial per la Pau. Va aconseguir visitar i escriure sobre la presó de dones a Madrid i va sobreviure per veure la mort de Franco i el final de la dictadura a Espanya.